# Alfredo Di Stéfano Laulhé
Alfredo Stéfano Di Stéfano Laulhé (Barracas, Buenos Aires, 4 de juliol de 1926 - Madrid, 7 de juliol de 2014), més conegut com a Alfredo Di Stéfano va ser un jugador i entrenador de futbol d'origen argentí nacionalitzat espanyol. És considerat un dels més destacats jugadors argentins de tots els temps i una figura cabdal de la història del futbol per la seva velocitat i tècnica amb la pilota. Així mateix, de Di Stéfano cal destacar la seva exquisida qualitat tècnica i la seva polivalència al camp, essent per això qualificat per part d'entesos, exfutbolistes i aficionats com el jugador més complet que ha donat el futbol a nivell mundial.
La Saeta Rubia, com se'l coneixia popularment, va defensar les samarretes de diversos equips sud-americans com el River Plate, el Club Atlético Huracán i el Millonarios de Bogotà i posteriorment a Europa les del Reial Madrid i l'Espanyol de Barcelona. El 5 de novembre del 2000 fou designat President d'Honor del Reial Madrid CF, i ho fou fins a la seva mort.
Com a jugador va ser internacional per dos països, circumstància permesa en l'època, comptabilitzant sis partits amb la selecció argentina i trenta-un amb la selecció espanyola després d'adoptar-ne la nacionalitat el 1956. Malgrat això, es dona la circumstància que mai va disputar una Copa del Món -el torneig més prestigiós a nivell de seleccions- per diferents motius, la qual cosa no ha estat impediment perquè sigui considerat un dels millors jugadors de la història del futbol i com el primer "gran" d'aquest esport. El seu major assoliment amb seleccions va ser el Campionat Sud-americà de 1947, actual Copa Amèrica.
A l'hora de la seva retirada era el màxim golejador de la història del Reial Madrid CF -on va militar 11 temporades-, seguit a 65 gols pel seu excompany d'equip Ferenc Puskás, tots dos integrants del recordat «Madrid de Di Stéfano» o «Madrid de les cinc Copes d'Europa», assenyalat per la UEFA com un dels millors equips de la història; a més, era llavors el jugador nascut a l'Argentina amb més títols oficials aconseguits. El seu nom està directament lligat al del club madrileny, ja que el seu fitxatge per l'equip «merengue» va canviar el curs de la història d'aquest equip fins a ser proclamat com el millor club de segle xx, gràcies sobretot a les cinc finals consecutives guanyades de la Copa d'Europa que aquest club va aconseguir durant la seva etapa a Madrid, i en les quals va marcar un total de set gols sent el rècord històric de la competició conjuntament amb Puskás.
Considerat per la FIFA -màxim organisme futbolístic- com un dels quatre millors jugadors de futbol del segle xx conjuntament amb el brasiler Pelé, l'argentí Diego Maradona i el neerlandès Johan Cruyff, el 2004 va ser elegit el quart millor jugador del segle XX per la Federació Internacional d'Història i Estadística de Futbol, així com el millor jugador espanyol del segle xx. Va ser també inclòs pel mateix organisme entre les 48 llegendes del futbol, a més de ser guardonat per la revista France Football com el millor de tots els guanyadors de la Pilota d'Or fins al 1989, circumstància per la qual va rebre la "Super Pilota d'Or"", essent l'únic futbolista de la història en posseir aquest guardó.
Va ser inclòs per la FIFA al Saló de la Fama del Futbol el 2011. Va ser també inclòs en el projecte predecessor, l'International Football Hall of Champions (IFHOC-FIFA) el 1997, i el 14 de desembre de 2020 va ser inclòs com a migcampista ofensiu al segon Dream Team històric de la Pilota d'Or.

## Carrera esportiva

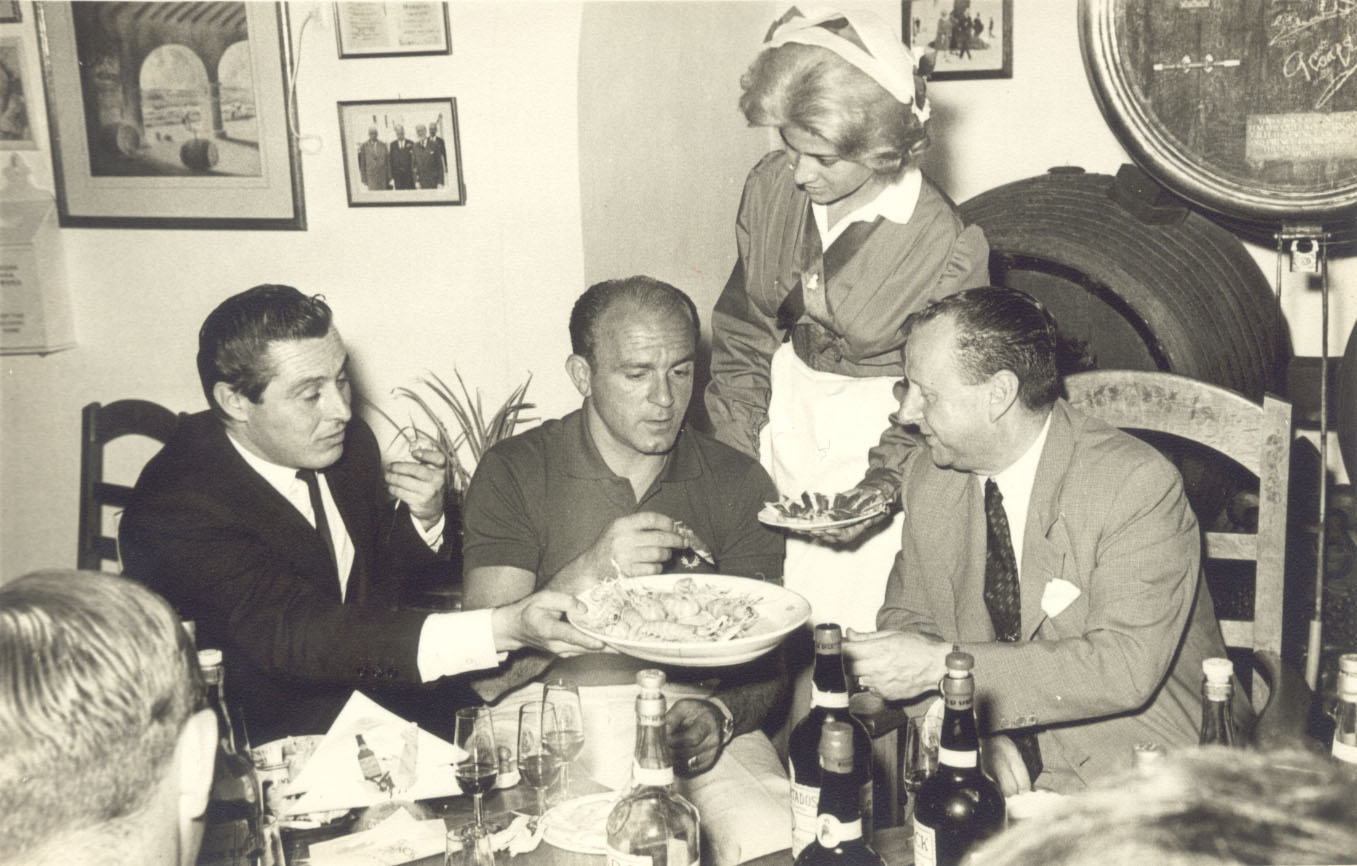
Alfredo Di Stefano (al centre), 1963.

Di Stéfano tenia l'habilitat de jugar en qualsevol posició, en el futbol dels anys 50 una cosa difícil de trobar. Les actuacions de di Stefano amb el Millonarios de Bogotà, durant una gira de partits amistosos a Espanya l'any 1952, cridaren l'atenció tant del Futbol Club Barcelona com del Reial Madrid. El FC Barcelona inicia contactes amb el Millonarios, un equip que no estava federat, i di Stefano té la fitxa federativa amb el "River Plate", tot i que no hi jugava. El FC Barcelona de Samitier a través de Raimundo Saporta negocia amb el River Plate la cessió del jugador. De fet di Stéfano arriba a jugar alguns partits amistosos amb la samarreta del Barça l'estiu del 1953 (a Palafrugell, el Masnou i Sitges).
Però els directius del Reial Madrid, dirigit per Santiago Bernabeu, amb negociacions amb el Millonarios de Bogotà, asseguraven tenir els drets sobre el seu contracte. La problemàtica es va allargar entre el maig i octubre de 1953. El Governador Civil de Barcelona, Felipe Acedo Colunga, també intervingué en l'assumpte fent cridar a consultes al seu despatx el president del Barcelona i el delegat de Falange al FCB, Azorín. La qüestió probablement fou resolta pocs dies després del Consell de Ministres al pazo de Meirás del 10 de setembre, al que probablement assistí Sancho Dávila, president de la Federació Espanyola de Futbol acompanyant el Ministro Secretario General del Movimiento. Dos dies després la Federació resolgué que jugués una temporada a cada club alternativament, començant pel Reial Madrid, situació que podria qualificar-se d'esperpèntica. Després d'una reunió entre directius de la Federació Espanyola i el president del Barça, Enric Martí, Martí i la resta de la junta directiva van dimitir en bloc i la comissió gestora del club va renunciar al jugador.
Di Stéfano donà els resultats esperats i ajudà a la consecució de diversos títols amb el Reial Madrid, on va aconseguir 5 Copes d'Europa i cinc títols de pitxitxi de la lliga espanyola. Va jugar com a titular, i va marcar un gol, a la final de la Copa d'Europa de 1956, que el Madrid va guanyar 4-3 a l'Stade de Reims i que inauguraría una ratxa de cinc victòries consecutives en aquesta competició. També va jugar com a titular, i també va fer un gol, a la final de la Copa d'Europa de 1957, que el Madrid va guanyar 2-0 contra l'ACF Fiorentina, la segona victòria consecutiva dels madrilenys en aquesta competició. Igualment va jugar com a titular, i va marcar un gol, la final de la Copa d'Europa de 1958, que el Madrid va guanyar per 3-2 contra l'AC Milan a Heysel. Va jugar també com a titular, i també va marcar un gol, a la final de la Copa d'Europa de 1959, que el Reial Madrid va guanyar contra l'Stade de Reims al Neckarstadion de Stuttgart, i que suposà la quarta Copa d'Europa consecutiva per als blancs. Finalment, va jugar com a titular la final de la Copa d'Europa de 1960, que el Madrid va guanyar contra l'Eintracht Frankfurt al Hampden Park de Glasgow, en la qual va marcar un hat-trick. Aquest partit va tancar per al club madrileny la ratxa de cinc victòries consecutives a la Copa d'Europa.
També va jugar com a titular la final de la Copa d'Europa de 1962, que el Madrid va perdre contra el SL Benfica per 3 a 5 a l'Estadi Olímpic d'Amsterdam, i que representava la segona victòria consecutiva de l'equip portuguès en la competició. Finalment, va jugar com a titular la final de la Copa d'Europa de 1964, que el Madrid va perdre contra l'Inter de Milà per 1 a 3 al Praterstadion de Viena, la primera victòria del club italià en la competició.
Del 1964 al 1966 va jugar amb l'Espanyol. El 26 de maig de 1955 jugà amb la selecció catalana (dita de Barcelona) que vencé el Bologna FC per 6 gols a 2 en un partit en el qual jugà al costat de Kubala.
L'any 1998, la Federació Internacional de Futbol (FIFA) el va escollir, junt amb altres nou grans jugadors, per a ingressar en l'anomenat Saló de la Fama d'aquest organisme. El 1999 fou guardonat amb el premi Marca Leyenda. El novembre de 2003 fou nomenat Golden Player d'Espanya com el futbolista del país més destacat dels darrers 50 anys.

## Di Stefano entrenador
Després de retirar-se es va dedicar a la conducció tècnica, dirigint equips com l'Elx, Boca Juniors, València CF, Reial Madrid, Sporting de Lisboa, Rayo Vallecano, CE Castelló i River Plate.
En la seva carrera com tècnic va aconseguir un Campionat Nacional amb CA Boca Juniors, un Campionat Nacional amb River Plate, una Lliga espanyola i una Recopa d'Europa amb el València i una Supercopa d'Espanya amb el Reial Madrid.

## Palmarès

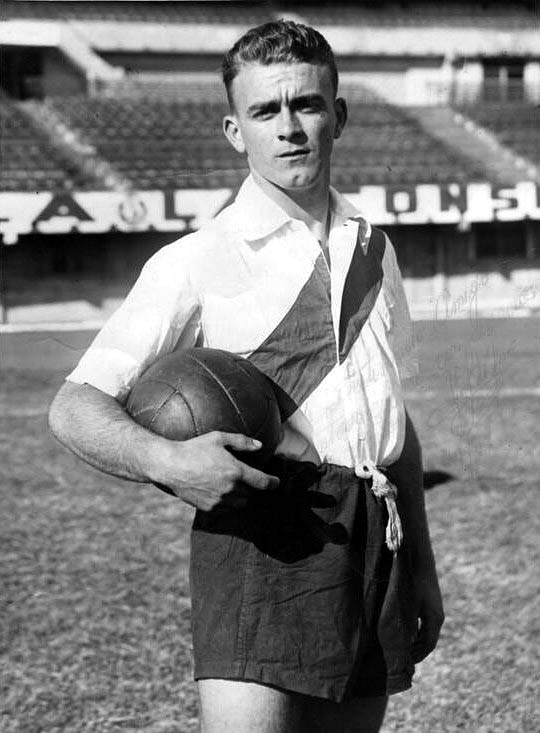
Di Stéfano va guanyar la primera divisió i la Copa Aldao amb el River Plate el 1947.

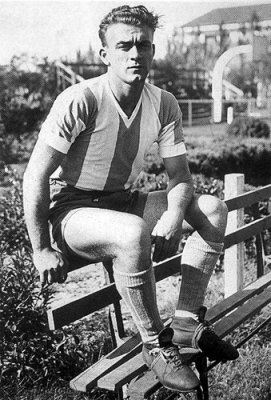
Di Stéfano va guanyar el Campionat sud-americà amb l'Argentina el 1947.

### Club
- River Plate
  - Primera División argentina: 1945, 1947
  - subcampió del Campionat Sud-americà de Clubs: 1948
  - Màxim golejador del campionat argentí de futbol: 1947
- Millonarios
  - Lliga colombiana: 1949, 1951, 1952, 1953
  - Copa Colombiana: 1953
  - Copa Bodes d'Or del Reial Madrid: 1952
  - Petita Copa del Món: 1953
- Reial Madrid
  - Lliga espanyola: 1953-54, 1955, 1957, 1958, 1961, 1962, 1963, 1964
  - Copa del Generalíssim: 1962
  - Copa d'Europa: 1955–56, 1956–57, 1957–58, 1958–59, 1959–60
  - Copa Intercontinental: 1960
  - Petita Copa del Món: 1956
  - Copa Llatina: 1955, 1957

### Selecció
- Argentina
  - Copa Amèrica: 1947

### Premis individuals
- Màxim golejador de la lliga argentina: 1947
- Màxim golejador de la lliga colombiana: 1951, 1952
- Pitxitxi: 1954, 1956, 1957, 1958, 1959
- Pilota d'Or: 1957, 1959
  - Super Pilota d'Or: 1989[41]
- Màxim golejador de la Petita Copa del Món: 1956
- Màxim golejador de la Copa d'Europa: 1958, 1962
- Esportista espanyol (atleta) de l'any: 1957, 1959, 1960, 1964
- Orde del Mèrit de la FIFA: 1994[42]
- World Soccer World XI: 1960, 1961, 1962, 1963, 1964[43]
- Equip mundial del segle XX: 1998
- FIFA 100: 2004
- Golden Players de la UEFA – Golden Player espanyol: 2004
- Golden Foot: 2004, as football legend[44]
- Premi President de la UEFA: 2007[45]
- World Soccer Millors XI de tots els temps: 2013
- Llegendes IFFHS[46]
- Dream Team de la Pilota d'Or (plata): 2020[47]

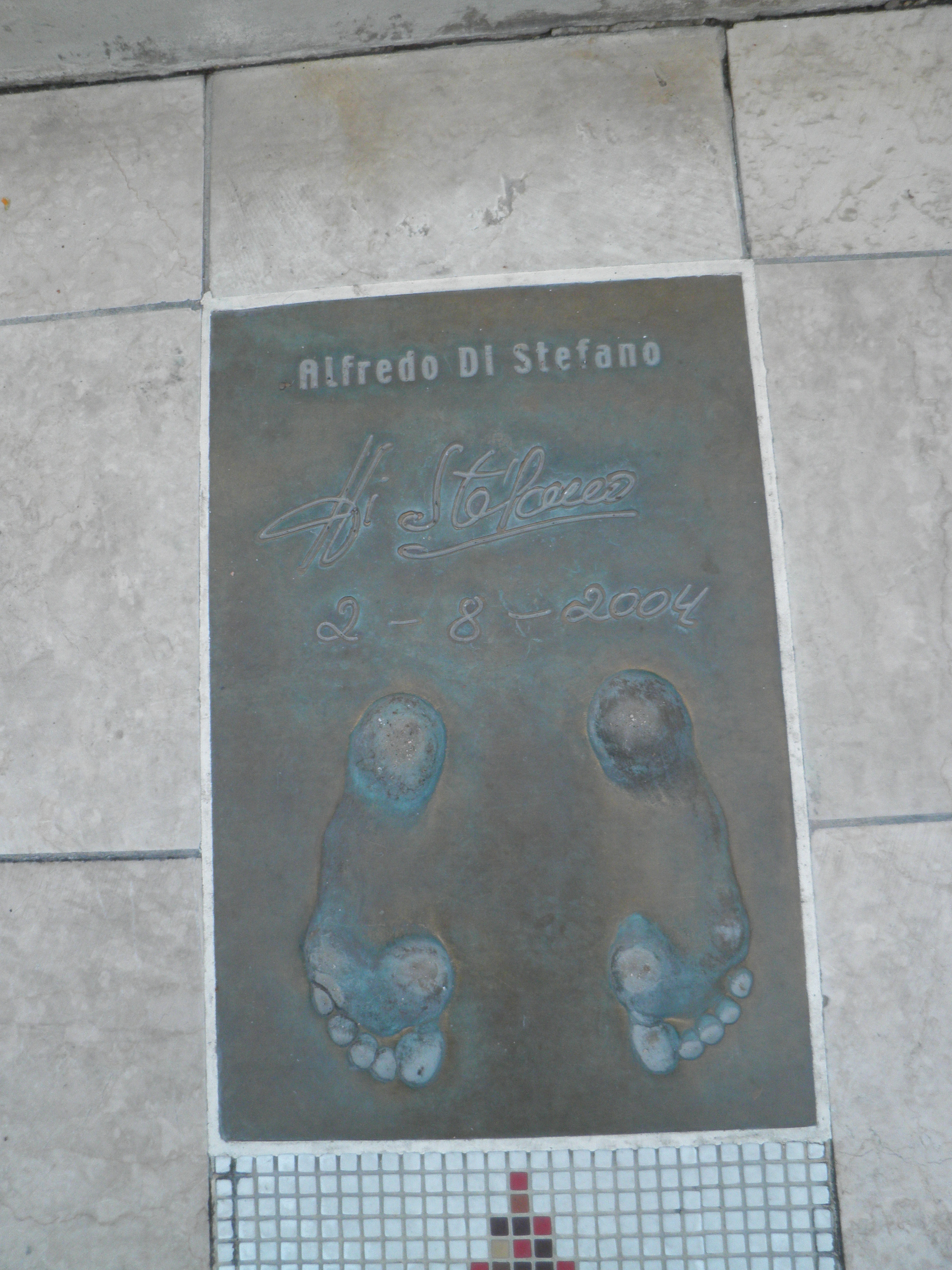
el Golden Foot de Di Stéfano a “The Champions Promenade" al passeig marítim del principat de Mònaco

- 11Leyendas Jornal AS: 2021[48]

### Entrenador
Boca Juniors
- Primera divisió argentina: 1969
- Copa argentina: 1969

River Plate
- Primera divisió argentina: 1981

València CF
- Primera Divisió: 1970–71
- Recopa d'Europa: 1979–80
- Segona Divisió: 1986–87

Reial Madrid
- Supercopa d'Espanya: 1990

### Rècords
- Gol marcat en més finals de Copa d'Europa: 5.[49]
- Gols marcats en més finals de Copa d'Europa consecutives: 5.
- Més gols marcats en finals de Copa d'Europa: 7 (empatat amb Ferenc Puskás)
- Únic jugador en ser guardonat amb el Super Ballon d'Or[50]

## Estadístiques

### Club
| Club            | Temporada     | Lliga   | Lliga | Copa    | Copa | Continental | Continental | Total   | Total |
| Club            | Temporada     | Partits | Gols  | Partits | Gols | Partits     | Gols        | Partits | Gols  |
| --------------- | ------------- | ------- | ----- | ------- | ---- | ----------- | ----------- | ------- | ----- |
| River Plate     | 1945          | 1       | 0     | 0       | 0    | 0           | 0           | 1       | 0     |
| Huracán (cedit) | 1946          | 25      | 10    | 2       | 0    | 0           | 0           | 27      | 10    |
| Huracán (cedit) | Total         | 25      | 10    | 2       | 0    | 0           | 0           | 27      | 10    |
| River Plate     | 1947          | 30      | 27    | 0       | 0    | 2           | 1           | 32      | 28    |
| River Plate     | 1948          | 23      | 13    | 1       | 1    | 6           | 4           | 30      | 18    |
| River Plate     | 1949          | 12      | 9     | 0       | 0    | 0           | 0           | 12      | 9     |
| River Plate     | Total         | 66      | 49    | 1       | 1    | 8           | 5           | 75      | 55    |
| Millonarios     | 1949          | 14      | 16    | 0       | 0    | 0           | 0           | 14      | 16    |
| Millonarios     | 1950          | 29      | 23    | 2       | 1    | 0           | 0           | 31      | 24    |
| Millonarios     | 1951          | 34      | 32    | 4?      | 4?   | 0           | 0           | 38?     | 36?   |
| Millonarios     | 1952          | 24      | 19    | 4?      | 5?   | 0           | 0           | 28?     | 24?   |
| Millonarios     | Total         | 101     | 90    | 10      | 10   | 0           | 0           | 111     | 100   |
| Reial Madrid    | 1953–54       | 28      | 27    | 0       | 0    | 0           | 0           | 28      | 27    |
| Reial Madrid    | 1954–55       | 30      | 25    | 0       | 0    | 2           | 0           | 32      | 25    |
| Reial Madrid    | 1955–56       | 30      | 24    | 0       | 0    | 7           | 5           | 37      | 29    |
| Reial Madrid    | 1956–57       | 30      | 31    | 3       | 3    | 10          | 9           | 43      | 43    |
| Reial Madrid    | 1957–58       | 30      | 19    | 7       | 7    | 7           | 10          | 44      | 36    |
| Reial Madrid    | 1958–59       | 28      | 23    | 8       | 5    | 7           | 6           | 43      | 34    |
| Reial Madrid    | 1959–60       | 23      | 12    | 5       | 3    | 6           | 8           | 34      | 23    |
| Reial Madrid    | 1960–61       | 23      | 21    | 9       | 8    | 4           | 1           | 36      | 30    |
| Reial Madrid    | 1961–62       | 23      | 11    | 8       | 4    | 10          | 7           | 41      | 22    |
| Reial Madrid    | 1962–63       | 13      | 12    | 9       | 9    | 2           | 1           | 24      | 22    |
| Reial Madrid    | 1963–64       | 24      | 11    | 1       | 1    | 9           | 5           | 34      | 17    |
| Reial Madrid    | Total         | 282     | 216   | 50      | 40   | 64          | 52          | 396     | 308   |
| RCD Espanyol    | 1964–65       | 24      | 7     | 3       | 2    | 0           | 0           | 27      | 9     |
| RCD Espanyol    | 1965–66       | 23      | 4     | 4       | 1    | 6           | 0           | 33      | 5     |
| RCD Espanyol    | Total         | 47      | 11    | 7       | 3    | 6           | 0           | 60      | 14    |
| Total carrera   | Total carrera | 521     | 376   | 70      | 54   | 78          | 57          | 669     | 487   |

### Internacional
| Argentina |         |      |
| Any       | Partits | Gols |
| 1947      | 6       | 6    |
| Total     | 6       | 6    |

| Espanya |         |      |
| Any     | Partits | Gols |
| 1957    | 7       | 7    |
| 1958    | 4       | 1    |
| 1959    | 5       | 6    |
| 1960    | 8       | 6    |
| 1961    | 7       | 3    |
| Total   | 31      | 23   |